# Forst (Baden-Württemberg)
Forst è un comune tedesco di 7 408 abitanti, situato nel land del Baden-Württemberg.